# Budapesti Közlekedési Központ
A Budapesti Közlekedési Központ (BKK), hivatalos nevén BKK Budapesti Közlekedési Központ Zrt. 2011. január 1-jén megalakult, a Fővárosi Önkormányzat 100%-os tulajdonában álló budapesti közlekedési közszolgáltató vállalat, a fővárosi közlekedés irányító szervezete.

## Története
A főváros közlekedési intézményrendszerében az utolsó jelentős strukturális átalakítás az 1968-ban megalakult Budapesti Közlekedési Vállalat létrehozása volt.
A londoni közlekedésszervezési modell (Transport for London) szemlélete alapján létrejött Budapesti Közlekedési Központot a Fővárosi Közgyűlés a 2010. október 27-i döntésével jegyezte be, a vezérigazgatójává Vitézy Dávidot nevezte ki. Vitézy vezetése alatt a BKK kiemelt eredménye többek között a Fővárosi Közgyűlés által 2015-ben jóváhagyott Balázs Mór Terv, az új hosszú távú és fenntartható budapesti mobilitási terv összeállítása. (Továbbfejlesztett változata a Budapesti Mobilitási Terv 2030.)
A Fővárosi Közgyűlés 2014. november 26-i ülésén elfogadta városigazgatósági koncepció alapelveiről szóló előterjesztést, mely szerint a 2010-ben létrehozott BKK és Budapesti Városüzemeltetési Központ (BVK) helyett egy holding jellegű társaság, a 2015. január 15-én létrejövő Budapesti Városigazgatóság Zrt. látta el a Fővárosi Önkormányzat közfeladatokkal és közszolgáltatásokkal kapcsolatos hatásköreit és fogja össze a városüzemeltetési feladatot ellátó önkormányzati társaságokat. (Utódja 2023-ban a Budapesti Közművek lett.) Ugyanezen az ülésen fogadták el a közlekedésszervezési koncepció alapelveit is, melyek szerint felülvizsgálják a BKK feladatkörét. A Közgyűlés december 3-i ülésén Vitézy Dávid munkaviszonyát felmondással megszüntette, utódjául Dabóczi Kálmánt választották. Dabóczinak a budapesti elektronikus jegyrendszer bevezetésének késlekedése miatt kellett távoznia 2019 elején, őt Nemesdy Ervin követte. 2020. január 23-án jelentették be, hogy a vezérigazgatói posztra kiírt nyílt pályázat eredményeképp február 1-jétől Varga Ivett vezeti a céget.

### Vezérigazgatók
- 2010–2015: Vitézy Dávid
- 2015–2019: Dabóczi Kálmán
- 2019–2020: Nemesdy Ervin
- 2020: Varga Ivett[12]
- 2020: Fendrik László (megbízott vezérigazgató)[12][13]
- 2021–2025: Walter Katalin[13][14]
- 2025-

## Tevékenységei
A BKK a Főpolgármesteri Hivatal Közlekedési Ügyosztálya, a BKV Zrt., a Fővárosi Közterület-fenntartó Vállalat egyes feladatait, valamint a Parking Kft. és a Fővárosi Taxiállomásokat Üzemeltető, Szolgáltató Közhasznú Nonprofit Kft. teljes feladatkörét integrálja működésébe. A tervek szerint hozzá tartoznak majd a közlekedésszervezési és -fejlesztési feladatok, a tömegközlekedés szervezése, megrendelése, ellenőrzése, a tömegközlekedési forgalomirányításhoz kapcsolódó feladatok, a kiemelt közlekedési projektek, valamint a közútkezelés irányításával, megrendelésével, ellenőrzésével és a közúti forgalomirányítással összefüggő feladatok.
A koncepció szerint a vállalat bevételei egyrészt a menetdíjakból, az állami és önkormányzati támogatásból és fogyasztói árkiegészítésből, másrészt a behajtási és parkolási díjakból, a közútfenntartás önkormányzati támogatásából és az ingatlanfejlesztői hozzájárulásból tevődik össze.
2012. május 1-től átvette BKV számos feladatát:
- tömegközlekedés szolgáltatásszervezése, a hálózat, járatok, menetrendek meghatározása
- közszolgáltatási szerződések megkötése BKV-val és versenyeztetett szolgáltatókkal
- viteldíj-rendszer fejlesztése, javaslattétel a változtatásra
- jegy- és bérletértékesítés, ellenőrzés
- forgalomirányítás, rendkívüli forgalomfelügyelet

## FUTÁR
A Forgalomirányítási és Utastájékoztatási Rendszer (röviden FUTÁR) egy integrált informatikai rendszer, ami lehetővé teszi a valós idejű járműkövetést, mely az utasokat és a diszpécserek munkáját is segíti.

## Az esélyegyenlőségért
Az Esélyegyenlőségi törvény idevonatkozó fejezete a BKK-t is kötelezi „a közlekedési rendszerek szükséges mértékű átalakítására”. A 2008-as paraméterkönyv bevezetésével több mint 200 járaton valósult meg – részben vagy teljes üzemidőben – az akadálymentes közlekedés.

### A mozgáskorlátozottak segítése

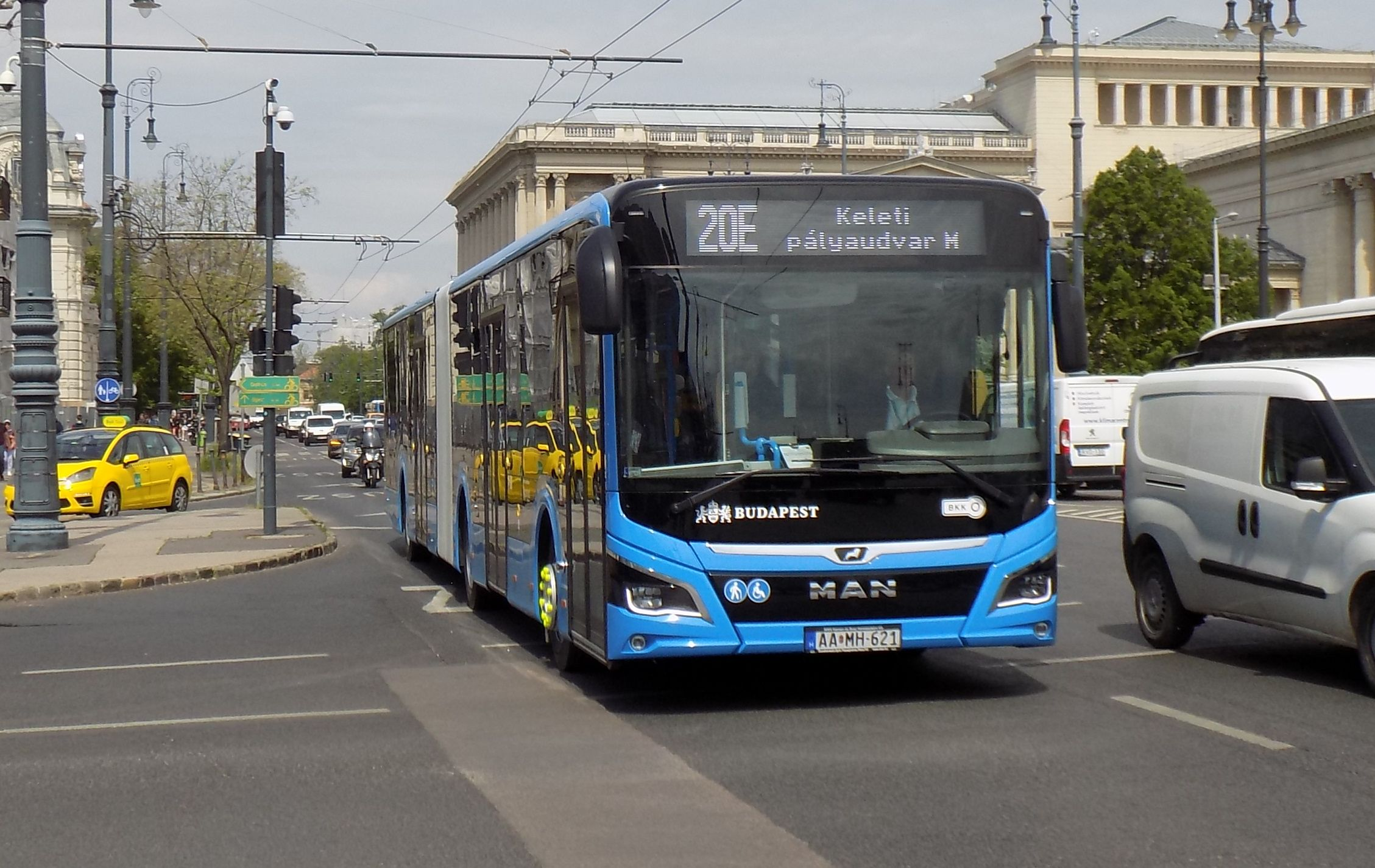
Alacsonypadlós MAN Lion’s City G

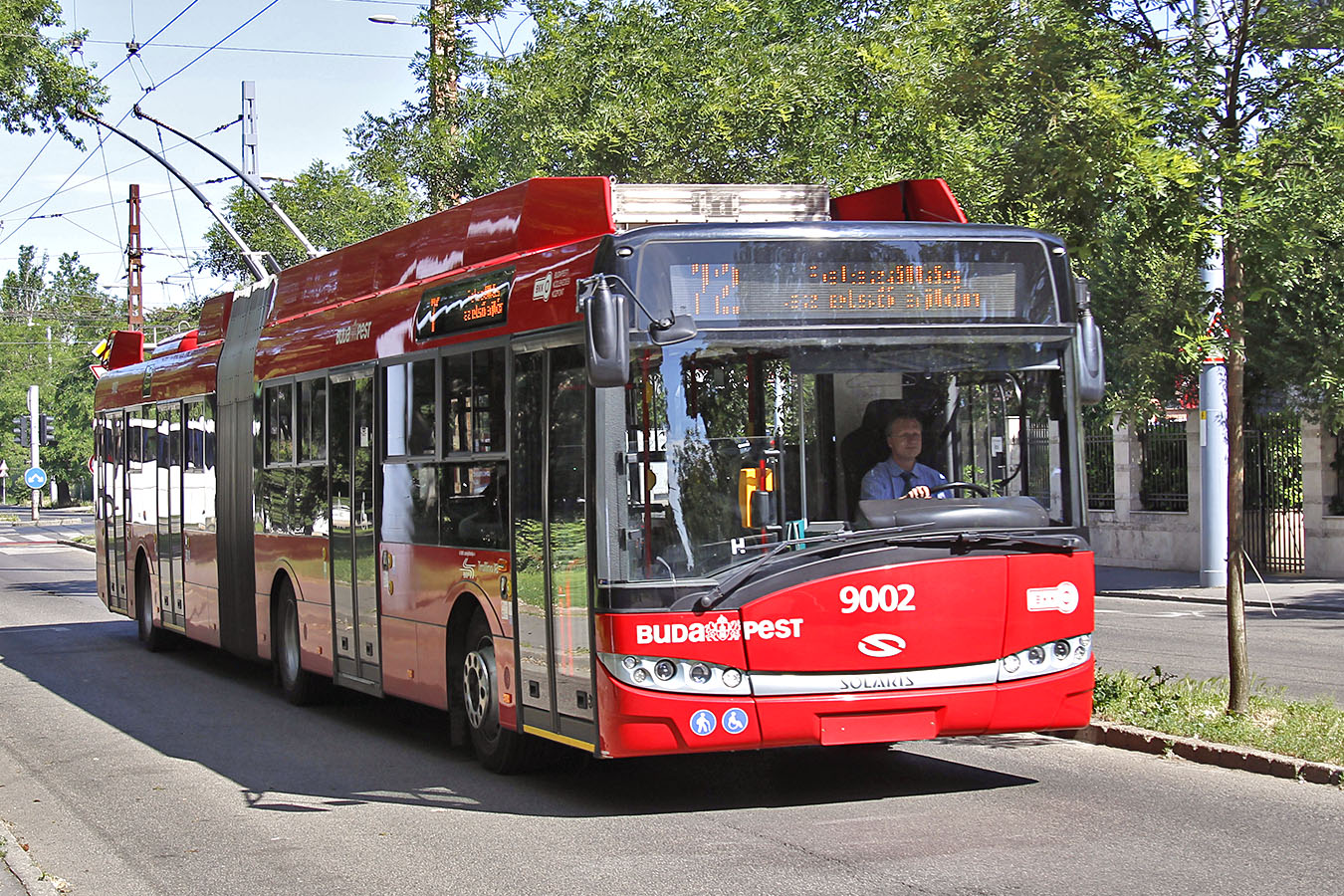
Alacsonypadlós Solaris Trollino 18

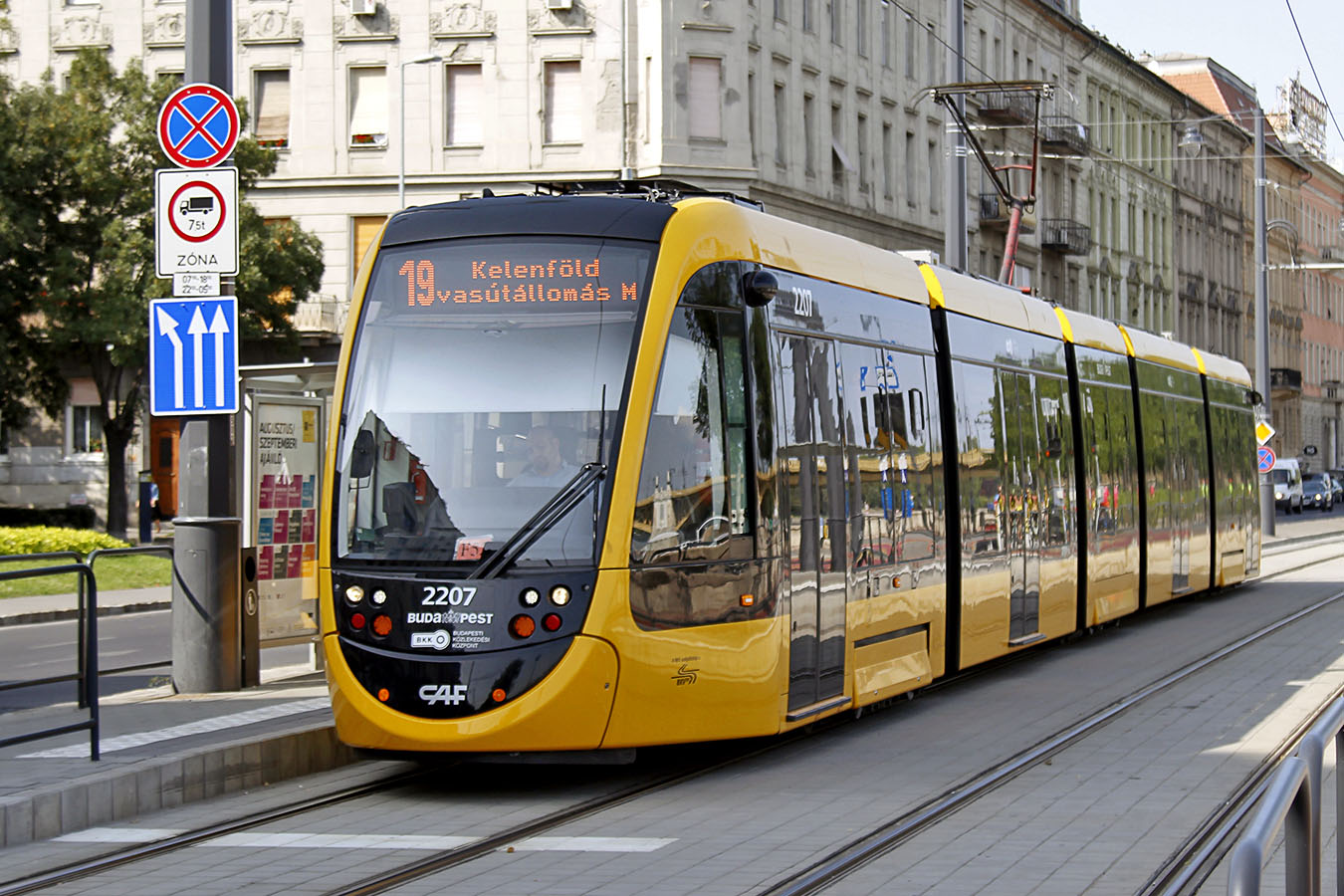
Alacsonypadlós CAF Urbos 3

2022 novembere óta kizárólag alacsony padlós autóbuszok közlekednek. A villamosvonalak közül az 1-es, 4-es, 6-os villamosvonalakon közlekedő Siemens Combinókkal, illetve az 1-es, 3-as, 14-es, 17-es, 19-es, 42-es, 50-es, 56-os, 56A és a 69-es villamoson, illetve a 41-es villamos kocsiszíni menetein a CAF Urbos 3 típusú villamosoknak köszönhetően könnyebb az utazás a rászorulóknak. A 2008-as paraméterkönyv bevezetésével (2008. augusztus 21. és szeptember 6.) – az esélyegyenlőségi elvárásoknak megfelelően –, minden autóbusz- és trolibuszmegállóban, ahol ennek fizikai akadálya nincs, elérhető lett az akadálymentes közlekedés. Ezzel egy időben a legtöbb vonalon megszűnt a teljesen akadálymentes kiszolgálás. Az alacsonypadlós járműveket a menetrendi értesítőben megjelölik, és ezek közlekedését összehangolják.
Az M2-es metróvonalon a Pillangó utca és a Puskás Ferenc Stadion állomások vannak liftekkel ellátva, az Örs vezér tere pedig szintben megközelíthető. Az M3-as és az M4-es metróvonalon az összes állomás lifttel felszerelt, így az egész vonal akadálymentesített.
Teljes üzemidőben, az összes jármű alacsonypadlós az alábbi viszonylatokon:
- Autóbusz: az összes nappali és éjszakai viszonylaton.
- Villamos: 4, 6
- Trolibusz: 70, 72, 73, 74, 75, 76, 78, 79, 81, 82, 82A, 83
- Hajó:

Hétvégén az összes jármű alacsonypadlós az alábbi viszonylatokon:
- Trolibusz: az összes viszonylaton.
- Villamos: 1, 19

Nincs alacsonypadlós közlekedés az alábbi viszonylatokon:
- Villamos: 1A, 2, 2B, 12, 23, 24, 28, 28A, 37, 37A, 47, 48, 49, 51, 52, 59, 59A, 59B, 60, 62, 62A

A BKK – a mozgáskorlátozottaknak – üzemeltet egy háztól házig szolgáltatást nyújtó autóbuszjáratot, ami „taxirendszerben” működik. Aki igénybe szeretné venni ezt a szolgáltatást, annak a Mozgáskorlátozottak Egyesületeinek Országos Szövetségének kell jelezni igényét (forgalomfelugyelet@bkk.hu, tel.: (70) 390-3414), és a BKV küld egy átalakított midi autóbuszt. Ezek a buszok előre egyeztetett útvonalon közlekednek Budapest közigazgatási határán belül. Ezt a szolgáltatást 2010. április 10-től 5 darab Renault gyártmányú midibusz végzi. Ezeket a buszokat 2011. február 15-től személyenként egy vonaljeggyel, vagy bérlettel lehet igénybe venni. Mozgáskorlátozottak számára kedvezményes árú bérlet váltható. A BKK ezen döntése megszüntette azt a diszkriminatív rendszert, amelyben a mozgásukban korlátozott embereknek többe került az utazás, ha ezt a rendszert vették igénybe (korábban a szolgáltatást két vonaljegy érvényesítésével lehetett igénybe venni, és bérletet sem lehetett váltani ezekre a buszokra).

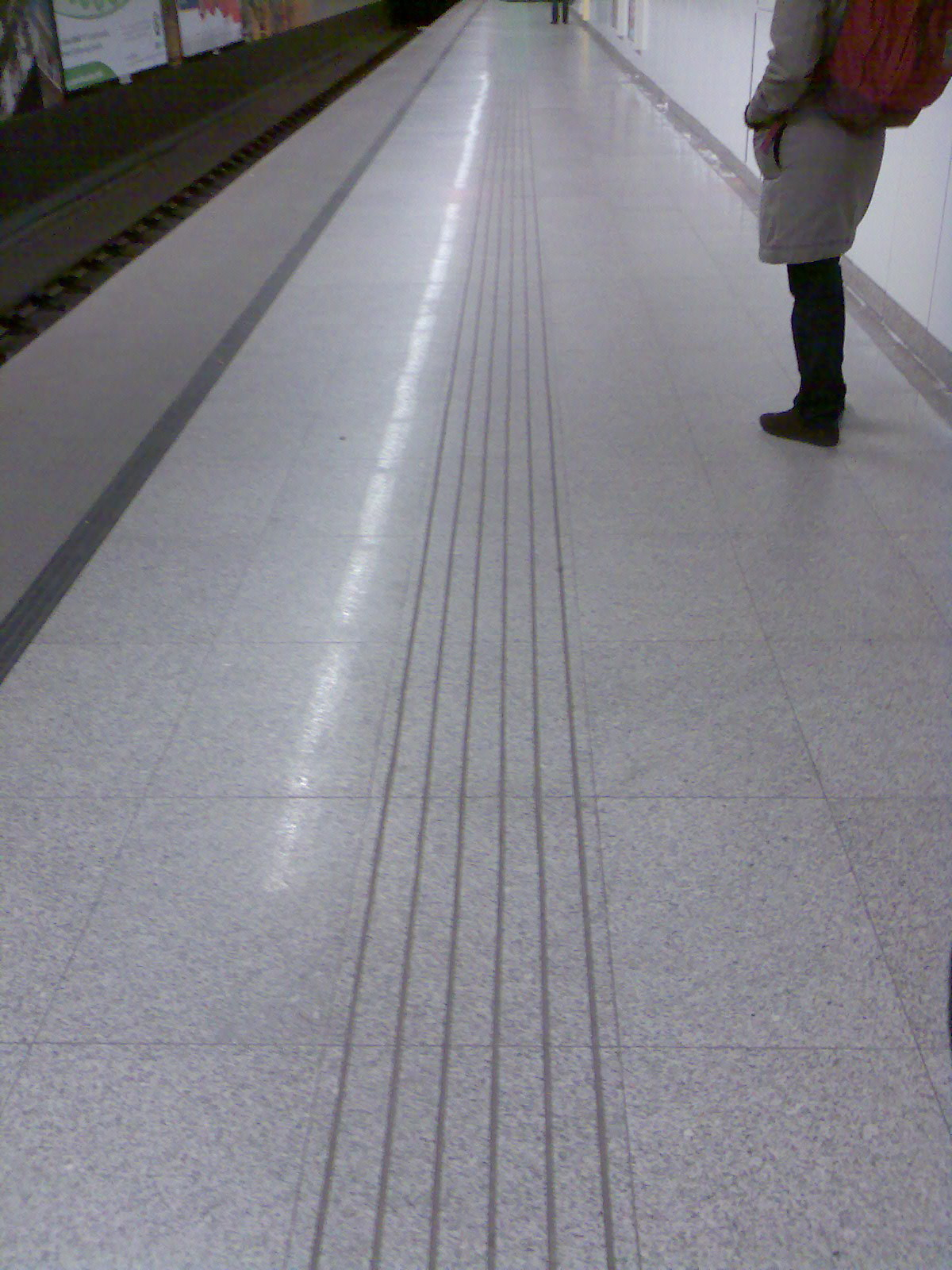
Vakvezető sáv

### A látássérültek segítése

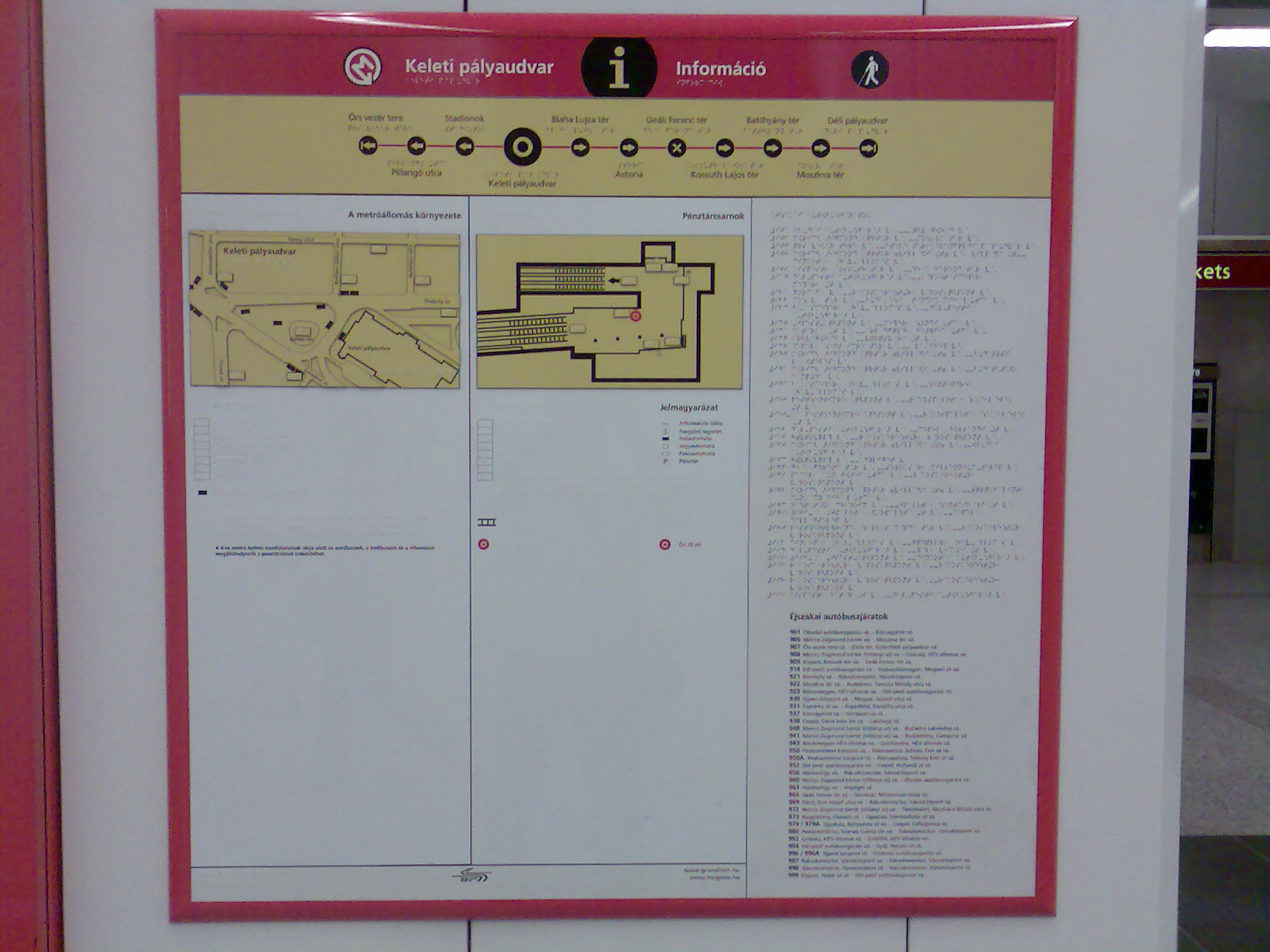
Braille-írásos információs tábla

A BKK eltérő járdaburkolattal és megkülönböztetett padlóelemekkel, továbbá hangos utastájékoztatással igyekszik megkönnyíteni a látássérültek számára a közlekedést.
Az M2-es metróvonalon a vakok és gyengénlátók segítése – a 2005 és 2007 közötti felújításnak köszönhetően – magas színvonalon működik. Minden állomáson domború térképtablókkal és Braille-írással készült utastájékoztató táblákat helyeztek el és a mozgólépcsőtől a peronig kőburkolatba vájt vakvezető sávok vezetnek. A metró nyolc állomásán hangjelző tájékoztatási rendszert építettek ki, ennek lényege, hogy leszállás után egy távkapcsolót kell megnyomni és sípszó vezet a mozgólépcsőhöz.

## Szervezete
Tarlós István főpolgármester előterjesztésének megfelelően a társaság alaptőkéje 50 millió forint lesz, amely dematerializált részvényként kibocsátandó 50 darab 1 millió forint névértékű törzsrészvényből áll. Az indulás 100 millió forintra becsült költségének fedezetét az önkormányzat a cég rendelkezésére bocsátja.
A céget 2019-ben 7 fős igazgatóság irányítja, működését 6 fős felügyelőbizottság ellenőrzi.

## Kritikák

### A járművezetők terheltségének növekedése
A menetrend feszessége és a nem megfelelő mennyiségű járművezető miatt a járművezetők pihenőideje több esetben jelentős mértékben lecsökkent. A járművezetők fokozott ellenőrzése, valamint az első ajtós felszállási rendszer kiterjesztése miatt plusz terhek rakódtak a járművezetőkre.

### Az elektronikus jegyvásárlási rendszer kezdeti hibái
2017. július 13-án a BKK elektronikus jegyvásárlási rendszert vezetett be a BKK-bérletek okostelefonon való  megvásárolhatósága érdekében. Bár kezdetben a BKK tagadta azokat az állításokat, miszerint a rendszer sürgős bevezetésére a másnap kezdődő úszó világbajnokság miatt került sor, a később nyilvánosságra került dokumentumok szerint ez bebizonyosodott. Független szakértők szinte azonnal megerősítették, hogy a jegyértékesítő rendszer, amelynek elkészítésére közbeszerzési eljárás nélkül a T-Systems Magyarországot bízták meg, nagyon durva hibákkal rendelkezik, amelyek egyebek mellett lehetővé teszik a tetszőleges árú bérletvásárlást. Egy 18 éves fiatalember az egyik hiba kihasználásával mindössze 50 Ft-ért vett egy bérletet állítása szerint abból a célból, hogy jelentse a BKK-nak a hibát. A bérletet állítása szerint nem használta és nem is tudta volna felhasználni, csak azt szerette volna elérni, hogy más ne használhassa fel ezt a hibát rossz szándékból (például hogy saját hasznára a bérleteket féláron árusítsa). A közérdekű bejelentését a BKK egy levelezésre nem használt, és a hivatalos panaszbejelentési címére is elküldte a BKK vezérigazgatójának azon állításával szemben, miszerint csak a levelezésre nem használt e-mail címükre küldte el. A T-Systems feljelentést tett, melynek nyomán július 24-én reggel hét órakor 4 rendőr becsöngetett a fiatalemberhez és közölte vele, hogy gyanúsított, majd kihallgatták. Az eset széles körű felháborodást váltott ki. A BKK és a T-Systems kritizálói közül is többen felhívták a figyelmet arra, hogy más cégek az etikus hackereket jutalmazni szokták a hibák felderítéséért. A T-Systems korábban fő szponzora volt egy etikus hackelésről szóló konferenciának. A biztonsági rést megtaláló személyt 2017. augusztus 21-én értesítette az ügyészség, hogy a továbbiakban nem tekintik gyanúsítottnak, mivel a nyomozás megállapította, hogy cselekedete nem volt veszélyes a társadalomra, így az nem lehet bűncselekmény; továbbá a társadalomra való veszélyességétől függetlenül tette közérdekű bejelentésnek minősült, ami büntethetőséget kizáró ok.